# Abor & Tynna
Abor & Tynna is een Oostenrijks muzikaal duo.

## Biografie
Abor & Tynna zijn in werkelijkheid broer en zus Attila en Tünde Bornemisza. Het duo groeide op in de Oostenrijkse hoofdstad Wenen in een familie afkomstig uit Hongarije en Roemenië. In 2016 brachten ze hun eerste single uit. Begin 2025 namen ze deel aan de Duitse preselectie voor het Eurovisiesongfestival. Met het nummer Baller wonnen ze, waardoor ze Duitsland mochten vertegenwoordigen op het Eurovisiesongfestival 2025 in Bazel, Zwitserland. Nadat de vakjury's van alle deelnemende landen hun punten uitgegeven hadden, stonden ze op plek 13, met 77 punten. In de definitieve uitslag zijn ze op plek 15, met 151 punten geëindigd. 
1956: Freddy Quinn + Walter Andreas Schwarz · 
1957: Margot Hielscher · 
1958: Margot Hielscher · 
1959: Alice & Ellen Kessler · 
1960: Wyn Hoop · 
1961: Lale Andersen · 
1962: Conny Froboess · 
1963: Heidi Brühl · 
1964: Nora Nova · 
1965: Ulla Wiesner · 
1966: Margot Eskens · 
1967: Inge Brück · 
1968: Wenche Myhre · 
1969: Siw Malmkvist · 
1970: Katja Ebstein · 
1971: Katja Ebstein · 
1972: Mary Roos · 
1973: Gitte · 
1974: Cindy & Bert · 
1975: Joy Fleming · 
1976: Les Humphries Singers · 
1977: Silver Convention · 
1978: Ireen Sheer · 
1979: Dschinghis Khan · 
1980: Katja Ebstein · 
1981: Lena Valaitis · 
1982: Nicole · 
1983: Hoffmann & Hoffmann · 
1984: Mary Roos · 
1985: Wind · 
1986: Ingrid Peters · 
1987: Wind · 
1988: Maxi & Chris Garden · 
1989: Nino de Angelo · 
1990: Chris Kempers & Daniel Kovac · 
1991: Atlantis 2000 · 
1992: Wind · 
1993: Münchener Freiheit · 
1994: Mekado · 
1995: Stone & Stone · 
1997: Bianca Shomburg · 
1998: Guildo Horn & Die Orthopädischen Strümpfe · 
1999: Sürpriz · 
2000: Stefan Raab · 
2001: Michelle · 
2002: Corinna May · 
2003: Lou · 
2004: Max · 
2005: Gracia · 
2006: Texas Lightning · 
2007: Roger Cicero · 
2008: No Angels · 
2009: Alex Swings Oscar Sings · 
2010: Lena Meyer-Landrut · 
2011: Lena Meyer-Landrut · 
2012: Roman Lob · 
2013: Cascada · 
2014: Elaiza · 
2015: Ann Sophie · 
2016: Jamie-Lee Kriewitz · 
2017: Levina · 
2018: Michael Schulte · 
2019: S!sters · 
2021: Jendrik Sigwart · 
2022: Malik Harris · 
2023: Lord of the Lost · 
2024: Isaak · 
2025: Abor & Tynna